# Theatre Royal przy Drury Lane

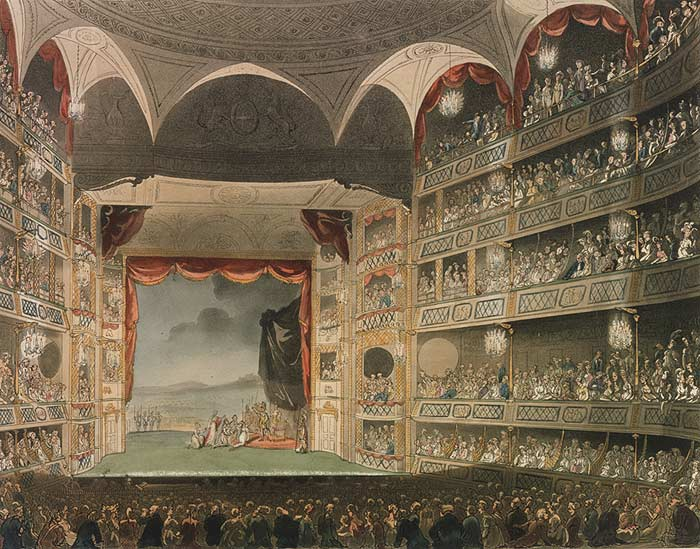
Wnętrze największego, trzeciego budynku teatru przy Drury Lane, ok. 1808

Theatre Royal przy Drury Lane – teatr położony w Londynie, w Covent Garden, zwrócony frontem do Catherine Street (wcześniej nazywanej Bridges lub Brydges Street), tyłem do Drury Lane. Obecnie znajdujący się tam budynek jest następcą trzech innych, z których pierwszy został wzniesiony w 1663. Przez pierwsze dwa wieki swojej działalności był przodującą tego typu instytucją w mieście, jednym z najważniejszych teatrów anglojęzycznego świata.
Pierwotny budynek został wzniesiony w 1663 na polecenie Thomasa Killigrew (członka dworu Karola II Stuarta, znanego z zamiłowania do zabawy). Występowało w nim wielu znanych ówczesnych aktorów, spłonął w 1672. Killigrew odbudował go w tym samym miejscu w 1674, nowa nazwa brzmiała „Theatre Royal in Bridges Street”. Przetrwał prawie 120 lat. Został wyburzony w 1791, aby zrobić miejsce dla większego teatru, ukończonego w 1794. Nowy obiekt służył widzom tylko przez 15 lat, strawiony pożarem w 1809. Obecnie istniejący budynek został oddany do użytku w 1812. Wystawiano w nim pełną gamę sztuk, od utworów Szekspira, przez komedie, po utwory związane z muzyką. Obecnie jego właścicielem jest Andrew Lloyd Webber, inscenizowane są tam głównie musicale.

## Pierwszy budynek: 1663

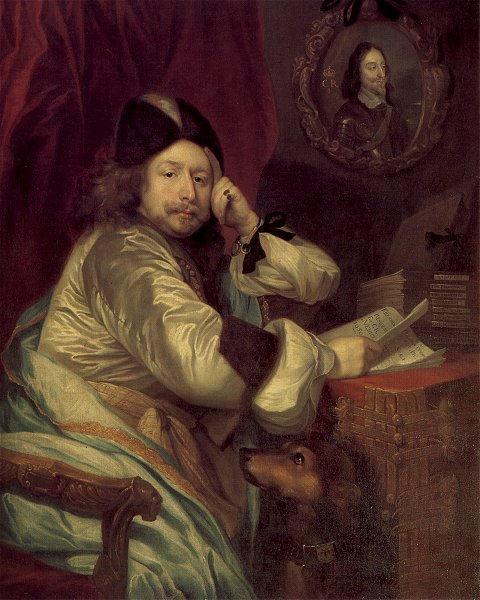
Thomas Killigrew w 1650

W 1660, po trwającym prawie dekadę okresie bezkrólewia, podczas którego zakazane były liczne rozrywki (wśród nich teatr), na tronie angielskim zasiadł Karol II Stuart. Wkrótce po koronacji wydał dwa listy polecające, których intencją było utworzenie na terenie królestwa dwóch nowych instytucji zajmujących się aktorstwem. Jeden z nich trafił do Thomasa Killigrew, który utworzył grupę pod nazwą King’s Company, a także wybudował teatr przy Drury Lane. Listy gwarantowały monopol na prowadzenie działalności aktorskiej na terenie Londynu. Fakt ten w późniejszym okresie (w szczególności w XVIII wieku) był powodem niezadowolenia konkurencyjnych zespołów aktorskich. Mimo to ich ważność wygasła dopiero w 1843. Budowla autorstwa nieznanego architekta została oddana do użytku 7 maja 1663, jej nazwa brzmiała „Theatre Royal in Bridges Street”, ze względu na umiejscowienie wejścia przy tejże ulicy. Na przestrzeni czasu funkcjonowała także pod innymi nazwami, włączając w to „King’s Playhouse”. Składała się z trójpoziomowej widowni, rozciągała na 33 metry, była szeroka na 17 metrów, mogła pomieścić 700 widzów.
Dworzanin Samuel Pepys, podobnie zresztą jak sam król, nie unikał teatrów. Odwiedził Theatre Royal na dzień po jego otwarciu, aby obejrzeć sztukę autorstwa Francisa Beaumont i Johna Fletchera. Pisał później w swoim pamiętniku, że choć sam budynek wykonany jest ze smakiem, to jednak nie z każdego miejsca można było dobrze usłyszeć kwestie wypowiadane przez aktorów. Poprawy wymagał także sposób umiejscowienia orkiestry.

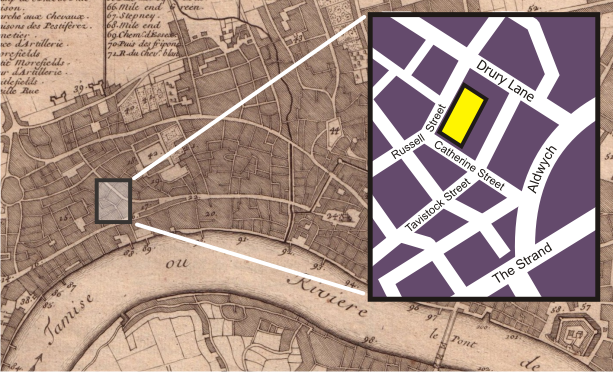
Lokalizacja Theatre Royal na mapie Londynu z 1700; prostokąt ukazuje stan rozmieszczenia ulic w 2006

Przedstawienia zazwyczaj zaczynały się o 15.00, dzięki czemu wykorzystywano możliwości, jakie stwarza obecność światła dziennego. Główną część widowni zakrywała oszklona kopuła i do środka dostawało się w ten sposób więcej promieni słonecznych. Jednak nie zawsze spełniała ona swoje zadanie – z innego wpisu do pamiętnika Pepysa dowiedzieć się można, że widzowie byli czasem zmuszeni do opuszczenia budynku dla ratowania się przed skrajnymi efektami pogodowymi, takimi jak gwałtowny grad.
Ławki na widowni pokrywało grube, zielone płótno, podobne do sukna na stołach bilardowych. Ławy nie posiadały oparć, ułożone były w półokrąg otaczający scenę. W liście z maja 1663 Monsieur de Maonconys pisał: „Wszystkie siedziska na parterze, gdzie siadają także wysoko urodzeni, są ułożone na kształt półokręgu, zaś każdy rząd jest wyżej niż poprzedni”. Podobnie rozmieszczone były trzy poziomy balkonów. Na pierwszym i drugim widzowie zasiadali w lożach.

### Konkurencja ze strony Duke’s Company
King’s Company była zmuszona do wprowadzania licznych i kosztownych modernizacji Theatre Royal ze względu na sukcesy odnoszone przez konkurencyjną trupę Duke's Company. W przedstawieniach teatralnych tej ostatniej elementy scenografii były ruchome, co przyciągało spragnionych wrażeń widzów. W związku z tym członkowie King’s Company postanowi zaadaptować część tamtejszych rozwiązań, tak, aby konkurencja nie wyparła ich z rynku dzięki przewadze technologicznej. Użyto okiennic jako olbrzymich ram obrazów, oddzielających widownię od sceny. W ten sposób widzowie mieli wrażenie, że oglądają wydarzenia wewnątrz obrazu. Tego typu rozwiązania były innowacyjne dla Wysp Brytyjskich, jednak korzystano już z nich na kontynencie. Na Drury Lane duża część sceny znajdowała się także pomiędzy kurtyną a pierwszymi rzędami widowni, co było charakterystyczne dla teatru elżbietańskiego. Ponadto widzowie mogli osobiście brać udział w wydarzeniach, które rozgrywały się na deskach teatru.
Inwestycje dokonywane przez Killigrew i konkurentów z Duke’s Company zaprowadziły oba teatry na bardzo wysoki poziom technologiczny. Główne różnice pomiędzy nimi leżały w typie inscenizowanych sztuk. Przy Drury Lane dominowały dramaty, w których przewodnią rolę odgrywały długie monologi aktorów. Przy Lincoln’s Inn Fields wystawiano głównie opery i spektakle w barokowym stylu. Źródłem tych odmienności mogła być struktura zarządzania obydwoma przedsiębiorstwami: William Davenant miał pełną władzę nad swoimi pracownikami, Killigrew – po części ze względu na pozateatralne obowiązki – oddał ją w ręce aktorów, co prowadziło do częstych konfliktów wewnątrz King’s Company. Aktorzy deprecjonowali barok i uważali, że potrafią stworzyć lepsze widowiska niż opery. Nie sprzyjało to sytuacji finansowej Theatre Royal, wpływało jednak znacznie na poziom sztuk teatralnych, które można było zobaczyć wówczas w Londynie. Aktorzy z Drury Lane byli znani z prezentowania wysokiego poziomu artystycznego, a inscenizowane przez nich utwory zaliczane są dzisiaj do klasyki. Jednocześnie warto zauważyć, że Duke’s Company była zdecydowanie bardziej nastawiona na masowego widza, często kosztem jakości prezentowanych sztuk.
Wielka zaraza, która zaatakowała Londyn w 1665, doprowadziła do tego, że władze miejskie zostały zmuszone do wydania nakazu zamknięcia Theatre Royal i innych instytucji teatralnych 5 czerwca. Budynek pozostawał nieczynny przez 18 miesięcy, aż do jesieni 1666. W okresie tym przeszedł niewielką modernizację. Mimo tego, że udało mu się przetrwać pożar Londynu w 1666, spłonął sześć lat później, 25 stycznia 1672.

## Drugi budynek: 1674

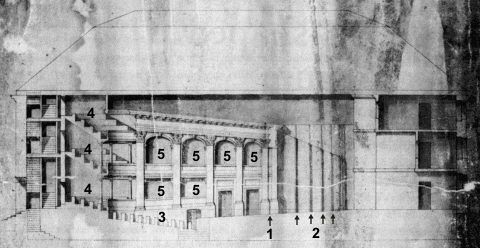
Przekrój podłużny budynku uważany za jeden ze szkiców autorstwa Christophera Wrena. 1: Proscenium. 2: Cztery pary zasłon przecinających scenę. 3: Parter. 4: Galerie. 5: Loże.

King’s Company nigdy nie otrząsnęła się finansowo po stratach spowodowanych przez pożar, jednak ze względu na silną konkurencję ze strony Duke’s Company szybko rozpoczęto budowę kolejnego budynku, aby nie stracić stałych widzów. Architektem został Christopher Wren, teatr oddano do użytku 24 marca 1674. Nowa konstrukcja mogła pomieścić 2000 widzów, była udoskonalona technologicznie w stosunku do swojej poprzedniczki. Aby sfinansować te działania, spółka wyemitowała nowe udziały, postanowiono także doprowadzić do zwiększenia zysków z biletów.
Oprócz audytorium zaprojektowanego przez Wrena, w budynku znajdowały się także liczne inne pomieszczenia, które były niezbędne do funkcjonowania teatru: biura, sale do ćwiczeń, magazyny i szatnie, z których mogło korzystać każdorazowo około siedemdziesięciu członków grupy, a także około pięćdziesięciu pracowników technicznych. Trzy pomieszczenia miały funkcje związane ze słowem pisanym; w jednym z nich znajdowały się scenariusze, w innym przepisywano role poszczególnych aktorów, trzecie było miejscem przechowywania ksiąg rozliczeniowych i partytur. Było to niedoskonałe rozmieszczenie sal i doprowadzało do trudności komunikacyjnych w budynku. Likwidacją tych problemów zajął się manager teatru, David Garrick.
Konstrukcja znajdowała się w kwadracie ulic pomiędzy Drury Lane (od wschodu), Brydges Street (od zachodu), Great Russell Street (od północy) i Little Russell Street (od południa).
Wchodząc do budynku od strony Drury Lane widzowie mieli możliwość skorzystania jednego z trzech głównych przejść. Każde z nich prowadziło do innej części teatru: na parter, do loży lub na galerię. Zachowano wcześniejsze elementy wystroju wnętrz, jednak nowe formy sprawiały wrażenie bardziej prostoliniowych. Francuz Henri Misson, który odwiedził ten gmach w 1698, opisywał jego atmosferę następująco:

Parter ma kształt amfiteatru wypełnionego ławkami bez oparć, pokrytymi zielonym płótnem. Wysoko urodzeni, głównie młodzież, damy z klasą i reputacją, nadmiar panien polujących na zdobycz, siedzą razem w tym Pałacu, w nieładzie, bawią się, plotkują, słuchają, nie słuchają. Trochę wyżej, pod pierwszym balkonem, naprzeciw sceny, siedzą najwyżej urodzeni, wśród których jest tylko kilku mężczyzn. Same balkony zaś, których są tylko dwa rzędy, zajmują zwykli ludzie

Ceny biletów były zróżnicowane, w zależności od pozycji społecznej gości. Wstęp do loży kosztował najwięcej – 5 szylingów. Zasiadała tam głównie arystokracja. Na parterze można było spotkać średnio zamożnych, w tym intelektualistów; bilet dla nich miał cenę 3 szylingów. Kupcy zajmowali pierwszy rząd balkonów – za przywilej ten płacili 2 szylingi. Wyższe balkony zajmowali wspominani we francuskim opisie „zwykli ludzie”, do których zaliczyć można służbę czy kurierów. Z każdego miejsca sali widok na scenę był zadowalający. Miejsca nie były numerowane, decydowała zasada „kto pierwszy ten lepszy”. Dlatego wielu bogatych gości teatru wysyłało tam wcześniej swoich służących, aby ci zarezerwowali dobre miejsca.

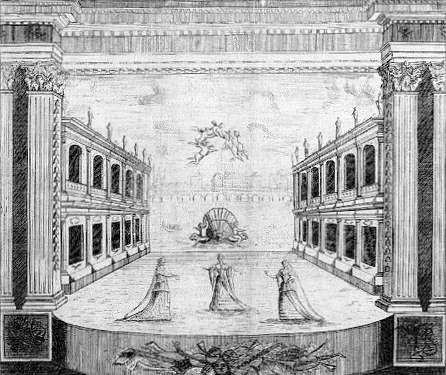
Scena w 1674

Scena była szeroka na 15 i długa na 10 metrów i skonstruowano ją tak, że aktor stojący dalej znajdował się 5 cm wyżej niż ten, który zajmował miejsce najbliżej widowni. Na scenie znajdowały się liczne dodatkowe elementy, takie jak np. drzwi-pułapka. Proscenium zawierało świece, których zadaniem było regulowanie ilości padającego światła. W XVIII wieku zainstalowano dodatkowe drzwi dla aktorów, które umożliwiały im łatwiejsze poruszanie się za kulisami. Na samym końcu sceny zamontowano także bramę, która prowadziła na Drury Lane.
W okresie niepokojów politycznych w Anglii, w latach 1678–1684, właściciele zarówno King’s, jak i Duke’s Company napotykali na liczne trudności w prowadzeniu swojej działalności. Propaganda starała się odwieść widzów od odwiedzania teatrów. Obie grupy wpadły w kłopoty finansowe, jednak Duke’s Company poradziła sobie lepiej w tym okresie, ze względu na posiadane rezerwy finansowe. W 1682 doszło do połączenia tych dwóch formacji, jednak role kierownicze spoczęły w rękach managerów z Dorset Garden; za siedzibę uznano budynek przy Drury Lane. Po tym trudnym okresie, w 1688, nowym zarządcą wybrany został Alexander Davenant, który – ze względu na swoje liczne malwersacje finansowe – wkrótce opuścił Wyspy Brytyjskie i udał się na Wyspy Kanaryjskie. Theatre Royal przejął na 16 lat Christopher Rich, z zawodu prawnik.
Rich od samego początku swojej działalności zajął się wprowadzaniem zmian. Rozpoczął politykę cięcia kosztów, zaczął drastycznie obniżać pensje aktorów, chciał wprowadzić rywalizację między aktorami. Doprowadziło to do rozłamu w grupie; w 1695 opuściło ją wielu popularnych aktorów, w tym Thomas Betterton. Ci założyli własną trupę aktorską, zostawiając Theatre Royal w bardzo złym stanie osobowym, co tak opisywał anonimowy obserwator:

Dysproporcje pomiędzy rodzajem i charakterem poszczególnych ról były tak bardzo widoczne, iż niemożliwością – z powodów technicznych – było zebranie kompletnej obsady. Ze względu na to ograniczono się do grania kilku sztuk, które jednak nie przynosiły niebywałej rozrywki publiczności. Nie mniej niż szesnastu [aktorów] opuściło grupę, w większości byli to członkowie starej gwardii; z nimi ze sceny odeszło piękno i wigor. Ci, którzy zostali, to w większości uczniacy, chłopcy i dziewczęta, z którymi nieporównywalni byli ci, którzy odeszli.

W jednym z prywatnych listów z 19 listopada 1696 stwierdzono, że „Drury Lane nie ma w ogóle zespołu aktorskiego; jeśli premiera, która będzie miała miejsce w najbliższą niedzielę, nie okaże się sukcesem – muszą się rozpaść”. Tą ostatnią deską ratunku była jedna ze sztuk Johna Vanbrugh. Szczęśliwie dla właścicieli teatru przyniosła spore zyski i pozwoliła na dalsze istnienie grupy. W 1710 ta znalazła się w rękach trójki aktorskiej, do której należeli Colley Cibber, Robert Wilks i Thomas Doggett. Triumwirat ten został później za swoją działalność bardzo skrytykowany przez Alexandra Pope.

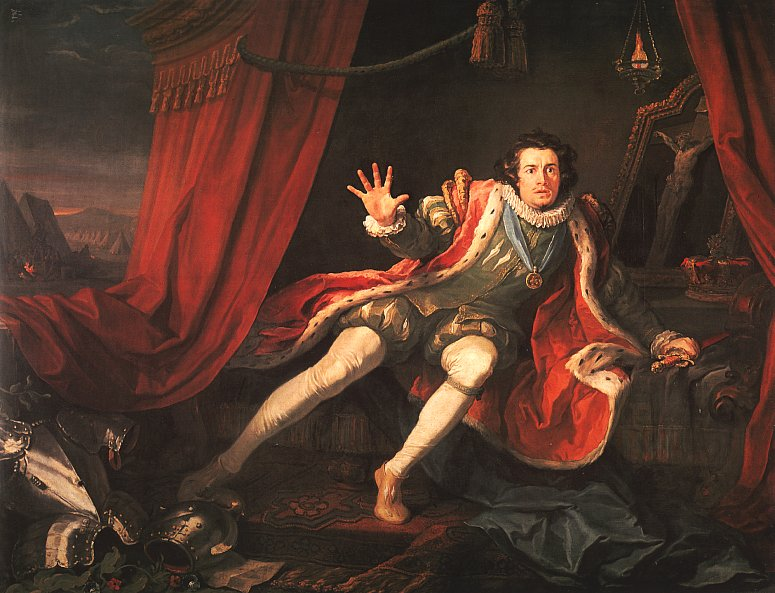
David Garrick, manager teatru w latach 1747–1776, jako Ryszard III, bohater jednej z kronik Szekspira

Faktyczną władzę sprawował Cibber, który jednak odsprzedał swoje udziały, aby ratować się od kłopotów finansowych. Po okresie jego rządów Theatre Royal spoczął w rękach Charlesa Fleetwooda, którego wiele decyzji wzbudzało kontrowersje. Zaliczyć do nich można odebranie przedstawicielom biedoty prawa do darmowego zajmowania najniższej jakości miejsc, co doprowadziło do niepokojów społecznych w 1737. Problemy Fleetwooda z hazardem doprowadziły do kłopotów finansowych całej grupy. W tym samym okresie sławę zdobywał Charles Macklin, odgrywający postać Shylocka w Kupcu weneckim Szekspira. Jego sposób gry był – jak na ówczesne czasy – bardzo nowatorski, ponieważ realistyczny. Macklin zerwał ze sztuczną pompatycznością, powszechnie wówczas stosowaną w tego typu rolach.
Po wygaśnięciu mandatu na zarządzanie obiektem przez Fleetwooda rolę managera przejął David Garrick. Jest on znany głównie z tego, że wprowadził do teatru wiele sztuk Szekspira – za jego władania wystawiono ich przy Drury Lane ponad 24. Sztuki wystawiane wówczas w Theatre Royal były znane z wysokiego poziomu artystycznego. Garrick zasłynął także tym, że jako pierwszy zabronił kategorycznie publiczności wchodzenia na scenę. Dokonał także modernizacji budynku w 1775 – wykonano zdobienia sufitu, a także stworzono stiukową fasadę. Był to pierwszy w historii element budynku położony bezpośrednio przy Brigdes Street; wcześniej do teatru wchodziło się przez pasaż, który został zamieniony na korytarz.
Po serii niższej jakości przedstawień Garrick opuścił Theatre Royal w 1776, teatr przeszedł w ręce pisarza, Richarda Brinsley Sheridana, który władał nim przez ponad 30 lat, do 1809. W okresie tym przy Drury Lane wielokrotnie wystawiano sztuki tego irlandzkiego poety.

## Trzeci budynek: 1794

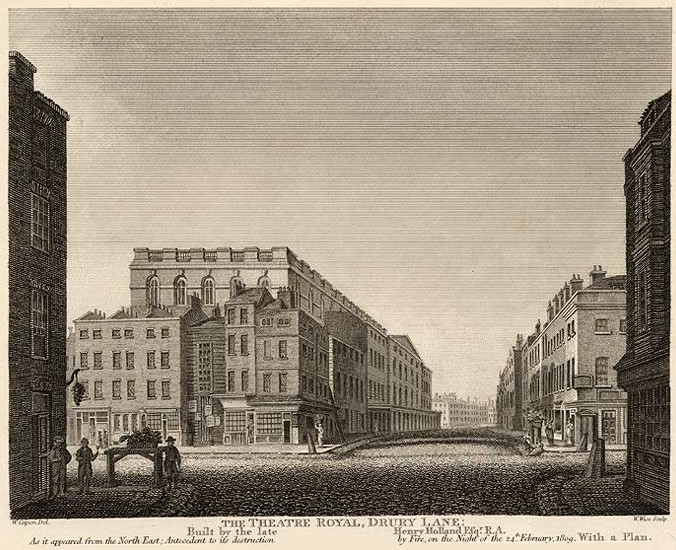
Budynek teatru w 1809; widok od północnego wschodu. Ulica prowadząca w dół to Russel Street, przecina ją Drury Lane. Widoczne elementy budynku to szatnie i drzwi prowadzące na scenę

Budynek teatru wymagał gruntownej przebudowy. W 1791 zdecydowano się na jego rozbiórkę, a zaprojektowanie nowego gmachu powierzono Henry’emu Hollandowi; prace zostały zakończone w 1794, nowy budynek mógł pomieścić 3600 widzów. Tak konieczność tej modernizacji uzasadniał jeden z udziałowców:

Nie podobało mi się powszechne twierdzenie, że nasz teatr jest bardzo mały. Jego powszechność jednak mogła utrudnić odbiór naszych sztuk, co skłoniło właścicieli do poniesienia ogromnych kosztów tego niezbędnego przedsięwzięcia.

Przy jego budowie użyto wielu nowatorskich materiałów; podpory były wykonane ze stali, zastąpiły łatwo niszczące się drewno. Dużych rozmiarów była także scena: szeroka na 27 metrów i głęboka na 30. Holland, który zaprojektował budynek, był zdania, że to „największy teatr w Europie”. Pomijając kościoły, był to najwyższy budynek w Londynie.
Wcześniejsze, niewielkie rozmiary teatru były jednak często zaliczane do jego pozytywnych cech. Wielu widzów uważało, że po przebudowie zniknęła intymna atmosfera, która do tej pory towarzyszyła spektaklom przy Drury Lane. Przebudowany teatr opuściło także kilku aktorów, którym nie podobała się nowa forma prezentowania sztuk. Istniały również przeszkody natury technicznej: widzowie siedzący w odleglejszych rzędach mieli problemy z dokładnym usłyszeniem kwestii wypowiadanych przez aktorów. Żeby to zrekompensować, właściciele postawili na rozwój efektów specjalnych, kosztem słowa mówionego. Przykładem takich rozwiązań może być jeden ze spektakli z 1794, w którym prawdziwa woda spływała po skałach, aby potem wpaść do jeziora dostatecznie dużych rozmiarów, aby można było pływać po nim łodzią. Woda ta pochodziła ze zbiorników przeciwpożarowych zainstalowanych pod sufitem.

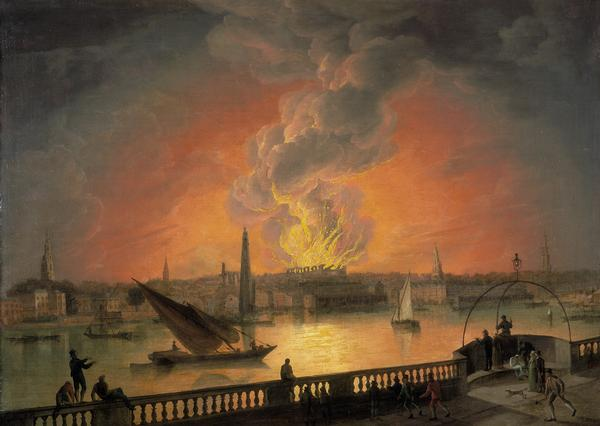
Po zaledwie 15 latach funkcjonowania, budynek teatru przy Drury Lane spłonął 24 lutego 1809. Obraz ten, malowany ówcześnie, pędzla nieznanego malarza, ukazuje widok na pożar z Mostu Westminsterskiego

Po przebudowie funkcje managera i jednego z właścicieli łączył nadal Sheridan. Mimo sukcesów osiąganych w polityce nie był w stanie finansować teatru: koszty przebudowy trzykrotnie przewyższyły cenę, za którą kupił poprzedni budynek. Większa powierzchnia teatru powodowała, że wymagał więcej osób do obsługi, kosztowniejsze były także efekty specjalne – tych dodatkowych wydatków nie pokrywały zwiększone wpływy z biletów.
W 1800, podczas grania hymnu narodowego, w Theatre Royal miała miejsce próba zamachu na króla Jerzego III Hanowerskiego. James Hadfield wystrzelił w jego kierunku dwukrotnie, jednak minimalnie chybił. Zamachowiec został obezwładniony, a zszokowany władca szybko otrząsnął się i zezwolił na kontynuowanie spektaklu.
Mimo wspominanych zabezpieczeń przeciwpożarowych, Theatre Royal spłonął 24 lutego 1809. Doprowadziło to Sheridana, który już wcześniej miał problemy finansowe, do ruiny – budynek był trzonem jego majątku. Irlandczyk zwrócił się po pomoc do browarnika, Samuela Whitbread, prosząc go, aby stanął na czele komitetu, którego celem miało być ponowne uruchomienie teatru na Drury Lane. Whitbread przyjął propozycję, ale zażądał, aby Sheridan wycofał się z pełnienia funkcji kierowniczych w teatrze, co tenże uczynił w 1811.

## Współczesny budynek: 1812

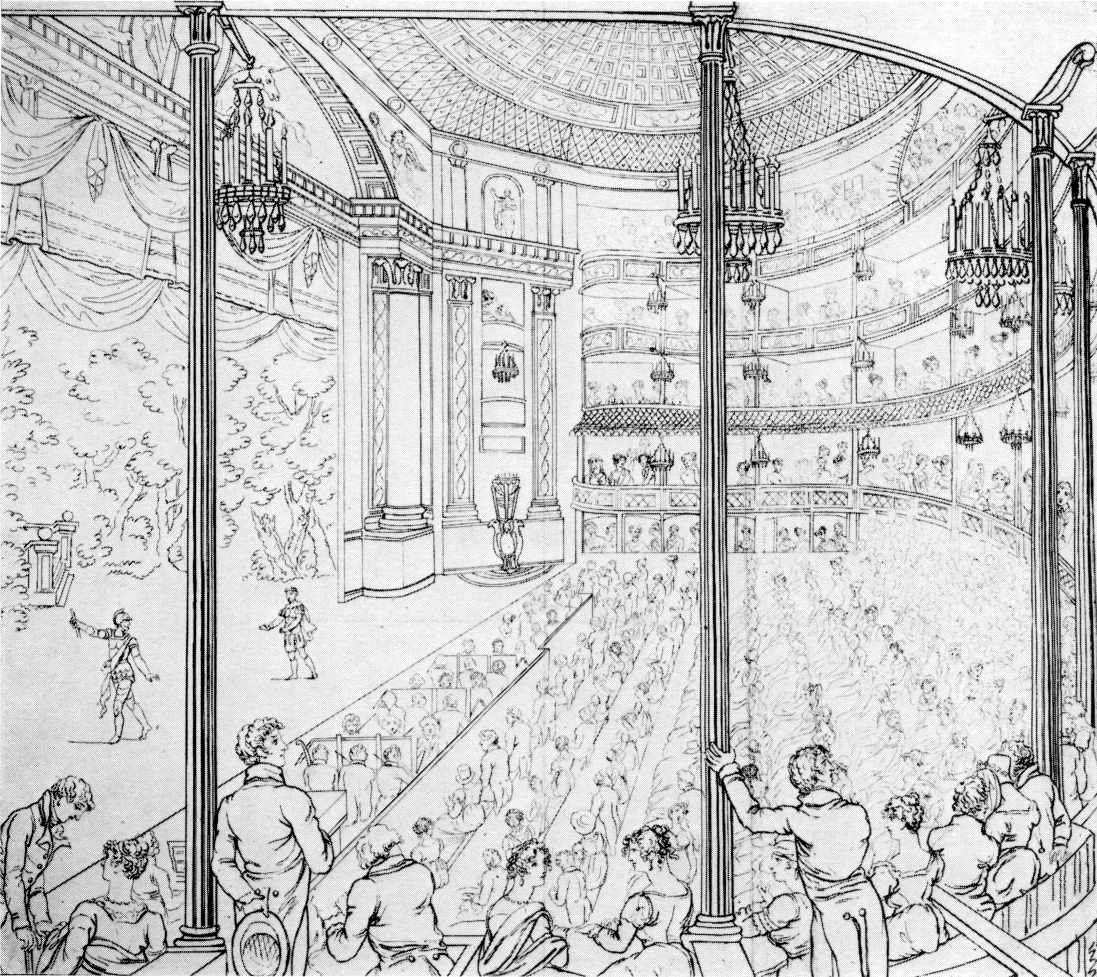
Współczesny budynek Theatre Royal na rysunku z 1813, na krótko po jego otwarciu

Współczesny budynek teatru przy Drury Lane został oddany do użytku w 1812. Zaprojektował go, na zlecenie komitetu pod przewodnictwem Whitbreada, Benjamin Dean Wyatt. Sezon zainaugurowano wystawieniem Hamleta. W nowym gmachu mogło zasiąść 3060 widzów, około 550 mniej niż w jego poprzedniku; mimo tego nadal uważany był za olbrzymią konstrukcję. W 1820 nad wejściem zamontowano portyk, który istnieje do dzisiaj; w 1822, w pięć lat po instalacji lamp gazowych, wnętrze przeszło gruntowną renowację. Kolumnada biegnąca wzdłuż Russel Street została dodana w 1831.
Podobnie jak we wcześniejszych latach, więcej wagi przywiązywano do efektów specjalnych, niż do kwestii takich, jak dialogi czy gra aktorska. Przy produkcji Katarkat Gangesu Williama Moncrieffa z 1823 podczas finałowej sceny miała miejsce ucieczka na końskim grzbiecie po płynącej katarakcie, wśród wszechobecnych płomieni. Do stworzenia efektów dla tej samej sztuki w 1829 użyto aparatury hydraulicznej zdolnej do przelania 39 ton wody.
Wiele osób martwiło się takim stanem rzeczy, ponieważ na początku swojego istnienia Theatre Royal był uważany za ostoję wysokiej klasy twórczości – jedną z takich osób był George Byron. Nadal próbowano inscenizować sztuki na wysokim poziomie, takie jak Kupiec wenecki Szekspira. W 1819 rolę głównego managera przejął Robert Elliston.
Elliston wkrótce zbankrutował i nie był w stanie przedłużyć swojej licencji na zarządzanie obiektem, która wygasła w 1826. Od tego czasu, aż do 1843, wielokrotnie zmieniali się dzierżawcy budynku, żaden z nich nie był w stanie jednak doprowadzić go do stanu rentowności; przyczyn takiego stanu rzeczy należy po części upatrywać w niskim poziomie sztuk prezentowanych na deskach teatru.
W 1843 przejął go aktor i autor sztuk, Dion Boucicault, który inscenizował głównie własne utwory, takie jak: The Queen of Spades (1851), Eugenie (1855), Formosa (1869) i The Shaughraun (1875). Nie był w stanie osiągnąć rentowności, mimo prezentowania na scenie także licznych innych form, takich jak balet.

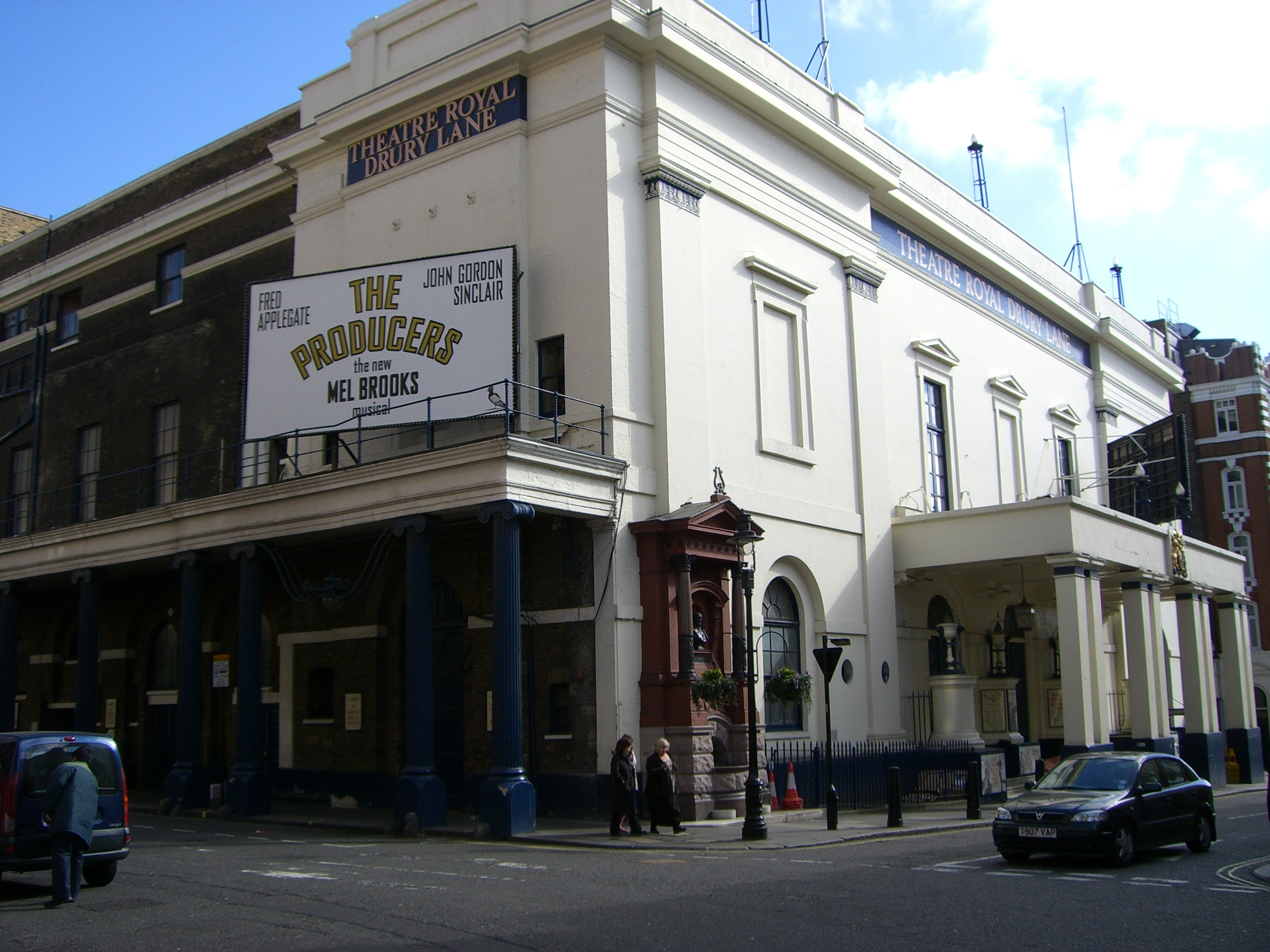
Teatr przy Drury Lane współcześnie

Szczęście znów zaczęło sprzyjać teatrowi przy Drury Lane od 1879, kiedy rolę managera przejął Augustus Harris. Rozpoczęto wystawiać liczne opery, nadal jednak stawiano na efektowność sztuk. Podczas jednego z przedstawień można było zobaczyć nie tylko zderzenie pociągów, ale także wyścigi konne z udziałem dwunastu żywych zwierząt.
Ostatnie poważne zmiany we wnętrzu zaszły w 1922, kiedy wymieniono fotele; nowa liczba miejsc wynosiła ok. 2 200. Teatr zamknięto w 1939, ze względu na wybuch II wojny światowej został przeznaczony na cele wojskowe, nie uniknął też zniszczeń spowodowanych nalotami bombowymi. Działalność wznowiono w 1946, wystawiając Pacific 1860 Noela Cowarda.
W okresie powojennym skupiono się głównie na wystawianiu musicali, których autorami byli zarówno Europejczycy, jak i mieszkańcy Stanów Zjednoczonych. Także grupa Monty Python inscenizowała niektóre swoje skecze na deskach Theatre Royal. Obecnie teatr przy Drury Lane jest jednym z ważniejszych obiektów West Endu; jego właścicielem jest Andrew Lloyd Webber, można w nim oglądać przede wszystkim musicale. Do ważniejszych produkcji należą Miss Saigon i Władca Pierścieni.